# Water Polo Arena

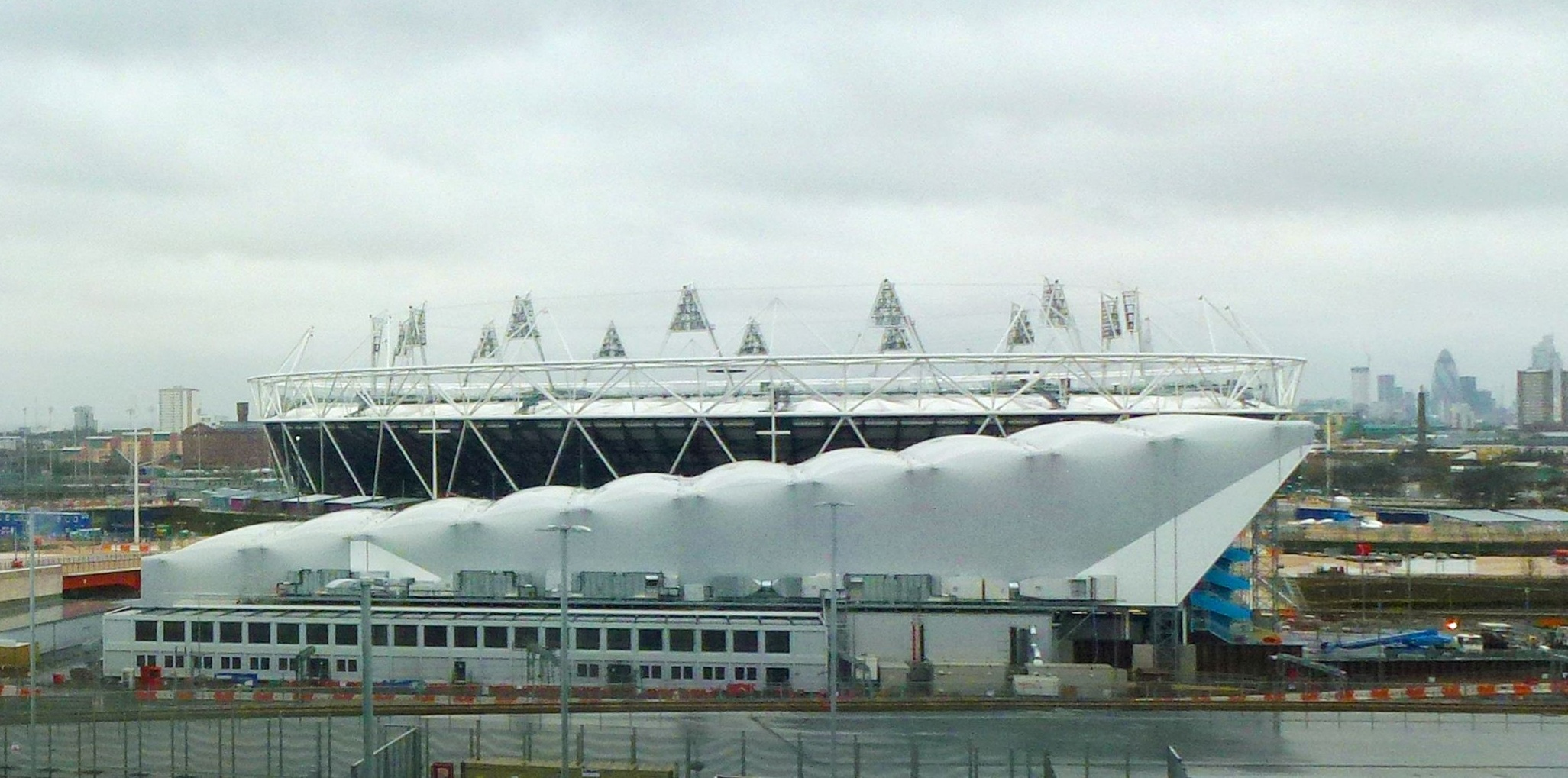
Arena de Polo pe apă din Londra

Water Polo Arena este o structură temporară amplasată înăuntrul Centrului Acvatic din Londra și va fi folosită pe parcursul Jocurilor Olimpice de vară din 2012 pentru găzduirea turneelor masculine și feminine de polo pe apă din cadrul acestora.
Construcția structurii temporare a început în primăvara anului 2011. În timpul Olimpiadei, arena cu o capacitate de 5000 de spectatori va găzdui competițiile masculine și feminine de polo pe apă și va conține un bazin pentru încălzire și unul competițional cu o lungime de 37 de metri.
Acesta este primul loc de desfășurare al unei competiții de polo care este construit special pentru o ediție a JO. Structura va fi dată jos după ce se va termina Olimpiada. Elementele structurii vor fi reutilizate sau relocate altundeva.